# Louis Pienaar
Louis Pienaar (26 de junio de 1926 - Ciudad del Cabo, Sudáfrica, 5 de noviembre de 2012) fue un abogado, embajador y político sudafricano.

## Biografía
En 1985 el gobierno de Sudáfrica le nombró administrador general de África del Sudoeste (hoy Namibia).
Luego de firmados en 1988 los acuerdos de paz entre Sudáfrica, Angola y Cuba, estos países acordaron que fuera Pienaar el responsable, coordinando junto con el jefe del Grupo de Asistencia de Transición de la Organización de las Naciones Unidas (UNTAG), Martti Ahtisaari, de implementar el cumplimiento de la resolución No 435 del Consejo de Seguridad de las Naciones Unidas y supervisar el proceso de transición a la independencia del nuevo país de Namibia.
Pienaar cesó sus funciones como administrador de África del Sudoeste el 21 de marzo de 1990, día de la independencia de Namibia.
A su regreso de Namibia ejerció el cargo de Ministro de Educación. Durante su gestión al frente de este ministerio, Pienaar desmanteló restricciones que el gobierno del apartheid había impuesto en detrimento de los estudiantes negros.
Entre 1992 y 1993 fue Ministro del Interior de Sudáfrica.
Louis Pienaar murió el 5 de noviembre de 2012 en su residencia en Ciudad del cabo, a la edad de 86 años.